# Abdellah Blinda
Abdallah Blinda de son vrai nom Abdallah Ajri, né le 25 septembre 1951 à Tata et mort le 17 mars 2010 à l'âge de 59 ans à Rabat, est un footballeur marocain devenu par la suite entraîneur de football.

## Biographie
Il commence sa carrière sportive en tant que joueur de Handball pour ensuite revenir à son sport de prédilection, le football. Il évolue au sein de clubs nationaux, notamment le FUS de Rabat. 
Il est le premier buteur de la finale de la Coupe du Trône en 1972-73 : il inscrit deux des trois buts que marque son club contre l'Ittihad Khémisset.
Il entraîne par la suite plusieurs clubs nationaux et internationaux dont le Raja de Casablanca, le FUS, et le club de Bani Yas à Abu Dhabi.
Il devient également le sélectionneur de l'équipe du Maroc avec qui il participe à la coupe du monde 1994 aux États-Unis.
Blinda est à partir de 2008, le sélectionneur de l'équipe du Maroc des joueurs locaux.
Il a marqué 46 buts au cours de sa carrière en tant que joueur professionnel. 
Il meurt le 17 mars 2010 à l'âge de 59 ans à la suite d'une crise cardiaque.